# Рюэн
Рюэн (нем. Rühen) — община в Германии, в земле Нижняя Саксония.
Входит в состав района Гифхорн. Подчиняется управлению Броме. Население составляет 4890 человек (на 31 декабря 2010 года). Занимает площадь 30,89 км².
Коммуна подразделяется на 3 сельских округа.
| Год  | Население |
| ---- | --------- |
| 1990 | 3162      |
| 1995 | 3998      |
| 2000 | 4418      |
| 2005 | 4611      |
| 2010 | 4884      |